# Annie Get Your Gun
Annie Get Your Gun è un musical con musiche e testi di Irving Berlin su libretto originario di Herbert Fields e di sua sorella Dorothy Fields. Fu prodotto dal duo Richard Rodgers & Oscar Hammerstein II.

## Personaggi
- Annie Oakley: una tiratrice scelta nel Wild West Show
- Frank Butler: la star nel Wild West Show
- Dolly Tate: l'esuberante assistente di Frank, sorella di Winnie (sorella di Charlie nella versione del 1966)
- Buffalo Bill: personaggio chiave nel Wild West Show
- Capo Toro Seduto: capo Sioux e uomo sacro; protettore di Annie
- Tommy Keeler: lanciatore di coltelli nel Wild West Show; Il ragazzo di Winnie; parte dei nativi americani (non nella versione '66)[1]
- Charlie Davenport: manager nel Wild West Show
- Winnie Tate: sorella di Dolly, fidanzata di Tommy e sua assistente nel numero del lancio dei coltelli (non nella versione del '66)[1]
- Pawnee Bill: partecipante ad una competizione di uno spettacolo western
- Foster Wilson: proprietario dell'hotel
- Fratelli e sorelle di Annie: Jessie, Nellie, Little Jake e Minnie (Minnie fu eliminata dal revival del 1999)[2].

## Numeri musicali
Alcune delle canzoni musical hanno avuto successo a prescindere dal contesto teatrale in virtù del talento compositivo dell'autore Berlin. Fra esse si segnalano qui: There's No Business Like Show Business (traducibile con Non c'è affare migliore del mondo dello spettacolo), Doin' What Comes Natur'lly, You Can't Get a Man with a Gun, They Say It's Wonderful e Anything You Can Do.
Il repertorio del musical include i seguenti brani:
- Colonel Buffalo Bill
- I'm A Bad, Bad Man
- Doin' What Comes Natur'lly
- The Girl That I Marry
- You Can't Get A Man With A Gun
- There's No Business Like Show Business
- I'll Share It All With You
- They Say It's Wonderful
- Moonshine Lullaby
- My Defenses Are Down
- Who Do You Love, I Hope
- I'm An Indian, Too
- I Got Lost In His Arms
- I Got The Sun In The Morning
- Anything You Can Do

## Concept
Alla sua base è la versione romanzata della vita di Annie Oakley (1860–1926), che fu una tiratrice scelta dell'Ohio, e del marito di lei, Frank E. Butler. Insieme fecero parte del circo equestre portato in tournée mondiale da Buffalo Bill.
Secondo talune fonti il musical è basato piuttosto sul libro di Walter Havighurst Annie Oakley of the Wild West, che però è stato scritto nel 1954, ovvero otto anni dopo che il lavoro teatrale era stato messo in scena.

## Produzione
Il musical andò in scena per la prima volta all'Imperial Theatre del Broadway theatre il 16 maggio 1946, con la spumeggiante Ethel Merman nel ruolo della protagonista per la regia di Joshua Logan e fu un vero successo. Il 3 ottobre 1947 va in scena a Dallas con Mary Martin.
Fu replicato tanto al London Coliseum di Londra dal 7 giugno 1947 con Dolores Gray arrivando 1.304 recite quanto a New York dove ha avuto 1.147 repliche.
Dal 19 febbraio 1950 va in scena in francese come Annie du Far-West al Théâtre du Châtelet di Parigi e dal 27 febbraio 1957 al Wiener Volksoper.
Nel 1966 avviene la ripresa per Broadway al Lincoln Center dal 31 maggio al 9 luglio ed al Broadway Theatre dal 21 settembre con la Merman e Jerry Orbach per 78 recite.
Nel 1977 va in scena con Debbie Reynolds e Gavin MacLeod a Los Angeles e nel 1978 con Lucie Arnaz nella Contea di Nassau (New York).
Nel 1986 nel Regno Unito va in scena con Suzi Quatro ed Edmund Hockridge a Chichester dal 15 aprile al 14 giugno, a Plymouth dal 21 giugno al 12 luglio ed all'Aldwych Theatre di Londra dal 29 luglio al 4 ottobre.
Nel giugno 1987 va in scena con Judy Kaye a Millburn.
Nel 1999 va in scena con Bernadette Peters e Tom Wopat a Washington dal 29 dicembre 1998 al 24 gennaio 1999 ed a Broadway dal 4 marzo al 1º settembre 2001 per 1.045 recite vincendo il Tony Award al miglior revival di un musical. 
Nelle repliche sono andati in scena Susan Lucci dal 27 dicembre 1999 fino al 16 gennaio 2000, Cheryl Ladd dal 6 settembre 2000 e Reba McEntire dal 26 gennaio 2001 al 22 giugno vincendo il Drama Desk Award 2001.
Dal 25 luglio 2000 va in scena a Dallas con Marilu Henner e Rex Smith e nelle repliche con Wopat in ottobre.
Nel 2009 va in scena a Londra con Jane Horrocks e Julian Ovenden dal 16 ottobre fino al gennaio 2010.
Nel 2010 va in scena al Ravinia Festival di Highland Park (Illinois) (Chicago) con Patti LuPone e George Hearn (attore).
Nell'ottobre 2015 va in scena in forma di concerto con Megan Hilty e Ron Raines al New York City Center.

## Riconoscimenti
- La versione originale di Broadway con Ethel Merman del 1946 per la Decca è stata premiata dal Grammy Hall of Fame Award 1998
- La ripresa di Broadway con Bernadette Peters e Tom Wopat del 2000 vince un Grammy Award for Best Musical Theater Album 2000

## Altri media
La sua trama è servita come soggetto per il film musicale Anna prendi il fucile, diretto nel 1950 da George Sidney e interpretato da Betty Hutton nel ruolo della protagonista Annie Oakley, da Howard Keel e da Louis Calhern nel ruolo di Buffalo Bill.
Il musical è stato adattato anche per la televisione.